# قالی سیستان
قالی سیستان یکی از اصیل‌ترین قالی‌های ایران است، که قدمتی بالغ بر ۲ هزار سال دارد.
نقش و رنگ این فرش برگرفته از شرایط منطقه‌ای، فرهنگی و تاریخی این سرزمین است، هنرمندان و بافندگان بر اساس باورها، اعتقادات و قدمت تاریخی این منطقه نقش‌ها و رنگ‌های ویژه‌ای را بر روی دست بافته‌های خود به کار می‌گیرند. این نقش‌ها و رنگ‌ها نوعی نماد پردازی را نشان می‌دهد.

در اوستا سیستان به عنوان یازدهمین سرزمینی یاد شده است که توسط اهورا مزدا خلق شده است. صنعت قالی بافی این منطقه از ویژگی‌های منحصر به فردی برخوردار است. سابقه فرش بافی در این منطقه به زمان‌های بسیار دور برمی گردد.

## قالی سیستان بر مبنای تاریخی
جالب است بدانید که قالی سیستان از لحاظ مبنای تاریخی به ۳ دسته مختلف تقسیم می‌شود:
قالی تاریخی یا کهن، میانی و نو سه نوع زیرانداز سیستانی هستند.
- قالی کهن سیستان به بافته‌های سکایی می‌پیوندد و دارای گره ترکی است که نشانه ای از کهن‌ترین قالی جهان یعنی فرش پازیریک می‌باشد.[مشکوک  – بحث]

مهم‌ترین رنگ‌های به کار رفته در این قالی‌ها سرمه ای، فیروزه ای، زرد، سرخ و نقش‌های آن خشتی، دو خشتی، خشته خشته (ترنج ترنج)، گلدانی و درختی است.
- قالی میانی گره مورد استفاده فارسی و رنگ‌بندی آن شبیه نوع کهن است و نقش‌های آن سبک جنگلی، گل قندانی، چپات اشتر، مددخانی و قاب قابی است.

## ویژگی‌های قالی سیستان
فرش سیستان سه نوع ماده اولیه دارد که عبارت است از:
پشم محلی، نخ، مو.
نقوشی که در متن و حاشیه این فرش به کار می‌روند از ویژگی‌های زیر برخوردارند:
قالی گلدانی، قالی گل قندانی، قالی چپات اشتر، قالی گل چیتک.
.

## نقوش و مفاهیم
نقوش انسانی
امروزه این نقش کمتر به کار می‌رود، با آمدن اسلام استفاده از این نقوش محدود شد و حالتی هندسی به خود گرفت.
نقوش حیوانی
این نقوش شامل حیواناتی مانند بز، آهو، شتر و سگ می‌باشد.
نقوش گیاهی
نقوش گیاهی در متن فرش به فراوانی دیده می‌شود مانند برگ، برگ موز و درخت.
نقوش هندسی
بخش وسیعی از فرش سیستان را نقوش هندسی تشکیل داده است مانند کارچک، پره جلکی و چهار شخلکی.

## رنگ‌ها
یکی از رنگ‌های مورد استفاده در این فرش رنگ سورمه‌ای است که در زمینه استفاده می‌شود. زرد درخشان نیز در نمونه‌های قدیمی بسیار استفاده شده است. رنگ شتری کم رنگ از رنگ‌هایی است که بسیار به کار رفته است که بیشتر جایگزینی برای رنگ زرد بوده است. انواع قرمز نیز در این فرش استفاده شده است که برگرفته از طبیعت گرم و قدرت عشق و گرمای این مردمان است.

## هویت نقش و رنگ
در میان دستبافته‌های سیستان، از زمان‌های گذشته شاهد حضور فعال خط هستیم. خط در میان ویژیگی‌های بصری، به‌طور گسترده در شکل‌های هندسی و غیر هندسی در زندگی مردمان این منطقه حضور داشته و این واقعیت را بیان می‌کند که در آثار هنری این ناحیه علاوه بر فکر و اندیشه آفرینندگان نقوش، نوعی اثرپذیری از شرایط زیست‌محیطی حاکم است.
بافندگان سیستانی از نمادهای اعتقادی و فرهنگ سرزمین خود الهام گرفته‌اند و بسیاری از این نقشایه‌های نمادین را به صورتی متفاوت و منحصر به فرد در دستبافته‌های خود به خصوص در در قالی و قالیچه‌ها به کار گرفته‌اند. به‌طوری‌که هر کدام از این نقوش نشان دهنده مفهوم و برداشتی از واقعیتی تاریخی است.
در ابتدا این نقوش برگرفته از طبیعت بوده و بعدها به سوی تجرید و انتزاع گرایش یافته است.
گزینش رنگ در قالی سیستان، با توجه به طبیعت اطراف آن‌ها بوده و در هر دستبافته یک رنگ مایه بر رنگ‌های دیگر غالب است.
می‌توان گفت این نقش‌ها بیانگر زندگی درونی و بخشی از وجود آفریننده خود است.

## رنگرزی
روش رنگرزی قالی سیستان تقریباً مانند نقاط دیگر ایران بوده است، مانند شستن پشم در آب رودخانه، جوشاندن پشم با رنگ به اندازه کافی، شستن پشم بعد از رنگرزی و پهن کردن آن در آفتاب.
در رنگرزی نو روش‌های قدیمی کنار گذاشته شده و از رنگ‌های شیمیایی بهره می‌گیرند و رنگرز بر اساس فرمول تعیین شده عمل می‌کند.